# Antoine-François Momoro
Antoine-François Momoro (ur. 1756 w Besançon, zm. 24 marca 1794 w Paryżu) – francuski polityk i dziennikarz czasów rewolucji francuskiej. Jeden z najbardziej znanych działaczy klubu kordelierów,hebertysta. Przypisywane jest mu wymyślenie legendarnego hasła "Wolność, Równość, Braterstwo". 

## Wczesna działalność
Momoro był z pochodzenia Hiszpanem, urodził się w Besançon na terenie prowincji Franche-Comté. W latach 80. przeniósł się na stałe do Paryża, gdzie pracował jako drukarz i wydawca, napisał także Traktat o podstawach drukowania, który przez wiele lat był powszechnie stosowanym poradnikiem dla początkujących wydawców. Natychmiast po wybuchu rewolucji, kiedy prawo prasowe zostało poważnie zliberalizowane, Momoro powiększył swoją drukarnię, by zająć się wydawaniem i promowaniem lewicowych gazet. Publikował m.in. oficjalny biuletyn klubu kordelierów, w którym uzyskał stanowisko sekretarza i renomę jednego z lepszych mówców. Po powstaniu Komuny Paryża został oficjalnym wydawcą jej odezw i proklamacji. W 1791 roku podpisanie antymonarchistycznej petycji kosztowało Momoro kilka miesięcy więzienia. Wyszedł we wrześniu 1791, radośnie fetowany przez tłum, który nadał mu przydomek Pierwszego drukarza wolności narodowej.

## Hebertysta
Wkrótce po wyjściu z więzienia Momoro zaczął wydawać ultraradykalną gazetę Ojciec Duchesne redagowaną przez Jacques-René Héberta, której treść miała istotny wpływ na radykalizację jego poglądów. Brał aktywny udział w obaleniu monarchii 10 sierpnia 1792. Uzyskał wysokie stanowisko przewodniczącego swojej sekcji (Théâtre-Français) oraz został członkiem Komuny Paryża. To z jego pomysłu dewiza "Wolność, Równość, Braterstwo" zaczęła być umieszczana na gmachach użyteczności publicznej – co obowiązuje we Francji po dziś dzień. Momoro należał też do najaktywniejszych dechrystianizatorów – współorganizował Święta Rozumu, w których jego żona Sophie odgrywała rolę bogini Rozumu. Nakazywał również zamykanie kościołów na terenie Paryża. Choć nie był członkiem Konwentu, został w 1793 roku wysłany razem z innym hebertystą Ronsinem z misją do zbuntowanej Wandei, gdzie miał odpowiadać przede wszystkim za kwestie zaopatrzeniowe. Owocem tej wyprawy był obszerny raport przedstawiony Komitetowi Ocalenia Publicznego, jedna z lepszych relacji z ówczesnej Wandei. 

## Upadek i śmierć
Momoro – podobnie zresztą jak inni hebertyści – brał aktywny udział w walce z żyrondystami, jednak już w kilka tygodni po jej zakończeniu poważnie naraził się przywództwu jakobińskiemu, oskarżając Dantona i Robespierre'a o moderantyzm. Zarzucał Komitetowi Ocalenia Publicznego zbyt małe zdecydowanie w walce z wrogami rewolucji. Domagał się ostrzejszej walki ze spekulantami i resztkami arystokracji. Został zatem włączony do wielkiego raportu o "spisku cudzoziemców", w którym Saint-Just oskarżył hebertystów o działalność antypaństwową. Po z góry ustawionym procesie, Momoro i większość hebertystów zostali 24 marca zgilotynowani na Placu Rewolucji.